# Raven Chacon
Raven Chacon, né en 1977 à Fort Defiance (Arizona), est un compositeur de musique de chambre diné. Également interprète solo de musique bruitiste et artiste d'installation, notamment au sein du collectif Postcommodity de 2009 à 2018, il est le premier autochtone d'Amérique récompensé d’un prix Pulitzer, recevant le prix Pulitzer de musique pour sa composition Voiceless Mass en 2022.

## Biographie
Raven Chacon naît à Fort Defiance, dans la nation navajo, en Arizona, au Sud-Ouest des États-Unis.
Il fréquente l'université du Nouveau-Mexique, où il obtient un Bachelor of Arts en beaux-arts en 2001, puis un Master of Fine Arts en composition musicale au California Institute of the Arts. Il y a pour professeurs James Tenney, Morton Subotnick, Michael Pisaro (en) et Wadada Leo Smith.
Chacon se produit également dans les groupes KILT avec Bob Bellerue, Mesa Ritual avec William Fowler Collins, Endlings avec John Dieterich, et fait des collaborations avec Laura Ortman (en). En 2016, il est chargé par le Kronos Quartet de composer une œuvre pour leur projet Fifty For The Future.
Chacon est compositeur en résidence du Native American Composers Apprenticeship Project (en), où il enseigne la composition pour quatuor à cordes,. En 2012, il obtient une bourse Creative Capital (en) pour les arts visuels. En 2014, il est honoré d'une bourse d'artiste national en musique de la Native Arts and Cultures Foundation (en). En 2018, Chacon reçoit le prix Berlin (en) de l'American Academy in Berlin (en). Il est cofondateur de l'organisation à but non-lucratif First Nations Composers Initiative, qui soutient et promeut la musique et des traditions musicales amérindiennes sous toutes leurs formes,.
En 2022, Raven Chacon reçoit le prix Pulitzer de musique pour sa composition Voiceless Mass, une pièce de musique de chambre pour orgue et ensemble créée pendant le premier confinement de 2020 et décrite par le jury comme « une œuvre originale et envoûtante [...] qui évoque le poids de l'histoire dans une église, une expression musicale concentrée et puissante à l'impact obsédant et viscéral »,,.

## Œuvre
Dans son œuvre, Raven Chacon explore les sons d'instruments acoustiques faits à la main, suralimentés par des systèmes électriques, ainsi que les réactions audio directes et indirectes de leurs interactions, pour composer de la musique de chambre, de la musique bruitiste expérimentale et des installations sonores,,. Ses compositions sont écrites pour une variété d'ensembles, de musiciens et de non-musiciens, et à des fins sociales et éducatives.

### Discographie partielle
- Meet the Beatless, (Sicksicksick, 2003)
- Still/life (Sicksicksick, 2004)
- Jesus Was A Wino (avec Jeff Gburek, Herbal Records, 2005)
- The Incredible 17000 km Split (avec Torturing Nurse, 8K Mob, 2006)
- Overheard Songs (Innova, 2006)
- Black Streaked Hum (Lightning Speak/Featherspines, 2009)
- At The Point Where The Rivers Crossed, We Drew Our Knives, 12"LP (Anarchymoon, 2010)
- Kitchen Sorcery (avec Bob Bellerue, Prison Tatt Records, 2011)
- Your New Age Dream Contains More Blood Than You Can Imagine, 12"LP (avec Postcommodity, Anarchymoon, 2011)
- Crisalide Fossile (avec OvO, Bronson, 2016)

### Installations audio-visuelles

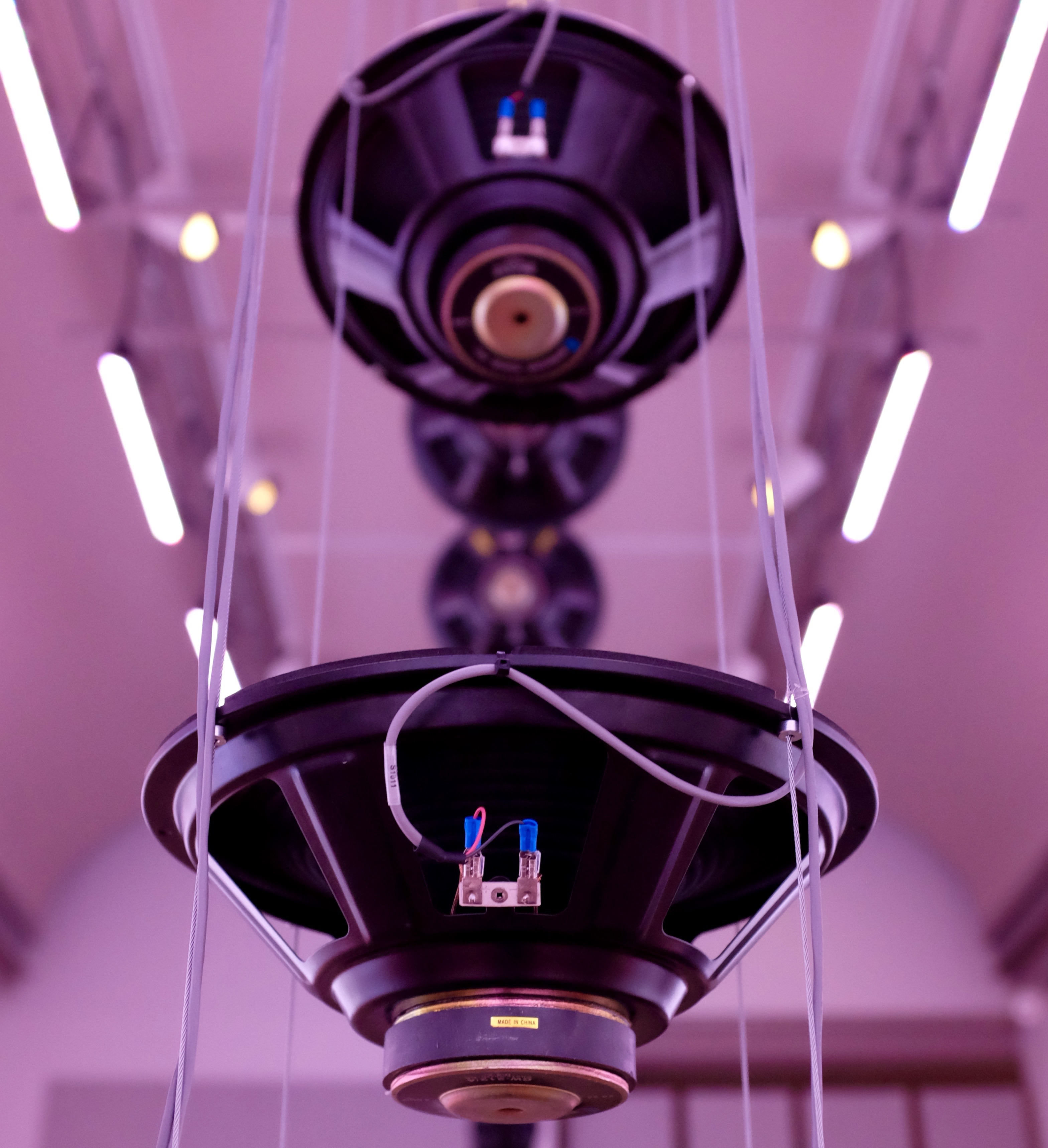
Détail de l'installation sonore Still Life, #3 (2015, au National Museum of the American Indian).

Installé à Albuquerque, dans le Nouveau-Mexique, Raven Chacon est aussi musicien bruitiste et artiste d'installation.
Les œuvres d'art visuelles et sonores de Chacon ont été largement exposées aux États-Unis et à l'étranger. Son installation sonore et textuelle de la taille d'une pièce, Still Life, #3 (2015), qui reprend l'histoire de Diné Bahaneʼ, a été exposée dans le cadre de l'exposition « Transformer : Native Art in Light and Sound » au National Museum of the American Indian de New York,,.
Chacon a été membre du collectif d'art amérindien Postcommodity de 2009 à 2018, avec lequel il a développé des installations multimédias qui ont été exposées à l'échelle internationale. Parmi les autres membres figurent Cristóbal Martínez, Kade L. Twist, Steven Yazzie et Nathan Young. L'installation la plus connue du groupe est l'installation de land art Repellent Fence à la frontière entre les États-Unis et le Mexique, près de Douglas (Arizona) : elle a fait l'objet d'un documentaire primé intitulé Through the Repellent Fence : A Land Art Film, qui a été présenté en première au Museum of Modern Art de New York,. En 2017 à Edmonton, dans le cadre de Postcommodity, Chacon a créé le projet multimédia, ...in memoriam, à Edmonton en 2017, organisé par le collectif d'art contemporain Ociciwan (en).
Ses travaux collectifs et solos ont été présentés à la Biennale de Sydney, au John F. Kennedy Center for the Performing Arts, à la Biennale de Whitney, à la documenta 14, à l'Adelaide International (en), au Walker Art Center, à la Galerie d'art de Vancouver, à l'Arizona State University Art Museum, au Musée d'art contemporain de Montréal, au San Francisco Electronic Music Festival au Heard Museum, et au Chaco Culture National Historical Park.

### Compositions
Raven Chacon est l'auteur d’œuvres musicales qui explorent au moyen de divers supports les injustices subies par les peuples indigènes, notamment en produisant des partitions graphiques dédiées à des compositrices autochtones, des enregistrements d'affrontements silencieux entre des femmes autochtones et la police lors de manifestations près de la réserve sioux de Standing Rock, en 2016, ainsi qu'une installation vidéo, filmée sur les terres Navajo, Cherokee et Seminole, dans laquelle des femmes chantent l'histoire de sites où des massacres et des déplacements se sont déroulés.
En 2020 est créé l'opéra Sweet Land (en), écrit en collaboration avec Du Yun, une « méditation sur le colonialisme » qui remporte en 2021 le prix du meilleur nouvel opéra de la Music Critics Association of North America (en).
Le 21 novembre 2021 est créé Voiceless Mass, composé pour orgue (à destination de l'orgue Nichols & Simpson de la cathédrale Saint-Jean-l'Évangéliste (en) de Milwaukee) et ensemble, œuvre évocatrice des « espaces dans lesquels nous nous réunissons, de l'histoire de l'accès à ces espaces et de la terre sur laquelle se trouvent ces bâtiments », couronnée du prix Pulitzer de musique 2022.